# Kazsok
Kazsok község Somogy vármegyében, a Kaposvári járásban.

## Fekvése
Kaposvártól északkeletre, Igal, Büssü, Magyaratád és Somogyszil között fekszik, központján a Batétól Igalig húzódó 6503-as út vezet keresztül.

## Története
Kazsok Árpád-kori település. Nevét már 1244-ben említette oklevél Kosok írásmóddal.
1272-ben Kosuk alakban fordult elő és a nyúlszigeti apáczák birtoka volt. 1331-ben már plébániája is volt, és neve szerepelt az 1332-1337. évi pápai tizedjegyzékben is. 1449-ben Hunyadi János kormányzó, 1453-ban pedig V. László király Tolna vármegyéből Somogy vármegyébe helyezte át, de 1475-ben és 1485-ben ismét tolnavármegyei helységként tünt fel. 1550-ben Dersfi Farkas, 1598-1599 között pedig Petheő Kristóf volt a földesura, majd 1626-ban már az Egerváry család birtoka volt. 
Az 1660. évi dézsmaváltságjegyzék szerint nemesek lakták, egy 1701-1703 tájáról való összeírásban Vitnyédy Pál örököseinek birtoka.
1715-ben Káldy Pál, 1726-1733 között a Vitnyédy család, 1767-ben a Vidos és a Káldy családok, 1776-ban pedig Vidos János és Káldy Sándor birtoka volt. A községbeli régi kúriát a Martyn család építtette. A község eredetileg a Fehérház nevű tanya helyén feküdt és a 17. században pusztult el. Nyomai az ottani szántóföldeken ma is láthatók. A jelenlegi helység 1715-ben már megvolt és 8 háztartásból állt. A 20. század elején Somogy vármegye Igali járásához tartozott. 1910-ben 541 magyar lakosa volt. Ebből 97 római katolikus, 440 református, 3 izraelita volt.
A településhez tartozott Pataki-puszta és Bécz-puszta is.

## Közélete

### Polgármesterei
- 1990–1994: Boldog Géza (független)[3]
- 1994–1998: Boldog Géza (független)[4]
- 1998–2002: Boldog Géza (független)[5]
- 2002–2006: Boldog Géza (független)[6]
- 2006–2010: Boldog Géza (független)[7]
- 2010–2014: Stokker Szabolcs (Fidesz-KDNP)[8]
- 2014–2019: Jámbor István (Fidesz-KDNP)[9]
- 2019–2019: Jámbor István (Fidesz-KDNP)[10]
- 2020–2024: Boldog Géza (független)[11]
- 2024– : Pápai Zsoltné (független)[1]

A településen 2020. február 9-én időközi polgármester-választást tartottak, mert az előző polgármester a 2019. októberi újraválasztása után, az önkormányzat október 24-i alakuló ülésén lemondott posztjáról.

## Népesség
A település népességének változása:
| Lakosok száma | 324  | 326  | 320  | 313  | 319  | 320  | 310  |
|               | 2013 | 2014 | 2015 | 2021 | 2022 | 2023 | 2024 |

A 2011-es népszámlálás során a lakosok 95,6%-a magyarnak, 22,3% cigánynak, 1,9% németnek mondta magát (3,1% nem nyilatkozott; a kettős identitások miatt a végösszeg nagyobb lehet 100%-nál). A vallási megoszlás a következő volt: római katolikus 57,1%, református 8,8%, evangélikus 0,6%, felekezet nélküli 10,7% (20,7% nem nyilatkozott).
2022-ben a lakosság 92,2%-a vallotta magát magyarnak, 9,7% cigánynak, 6% németnek, 2,8% egyéb, nem hazai nemzetiségűnek (4,7% nem nyilatkozott; a kettős identitások miatt a végösszeg nagyobb lehet 100%-nál). Vallásuk szerint 32% volt római katolikus, 7,2% református, 0,6% evangélikus, 0,3% egyéb katolikus, 31% felekezeten kívüli (28,8% nem válaszolt).

## Nevezetességei
- Református temploma - 1732-ben épült.